# Dub žlutavý
Dub žlutavý (Quercus dalechampii, syn. Q. aurea) je jeden z mnoha druhů dubů, rostoucí zejména na Balkánském poloostrově a v Malé Asii. V České republice se ostrůvkovitě vyskytuje na jižní Moravě, v Českém středohoří a Českém krasu.

## Taxonomie
Drobný druh z agregátu (souboru druhů) dubu zimního, někdy hodnocen jenom jako jeho poddruh (Q. petraea subsp. medwedewii). V české květeně je řazen mezi nedostatečně prozkoumané druhy vyžadující další pozornost do kategorie C4b.

## Ekologie
Dub žlutavý je teplomilná dřevina, upřednostňuje sušší, mělké vulkanické nebo vápencové půdy, zejména na jižních svazích. Snáší kontinentální klima.

## Popis
Strom nepravidelného vzrůstu dosahující výšky obvykle 8–20 m, někdy i 30 m. Listy jsou vejcovitě kopinaté, peřenodílné až peřenosečné, s hlubokými, nepravidelnými, zašpičatělými laloky a četnými interkalárními žilkami, celková délka listu je 6–13 cm. Listy jsou tuhé, řapíky dlouhé 15-35 mm, žluté, se žlábkovitým průřezem. Čepel listů je nejširší v dolní polovině, na bázi uťatá nebo klínovitá; střední žilka je často zprohýbaná. Letorosty jsou holé, červenohnědé, s početnými lenticelami.
Žaludy jsou krátce stopkaté, mají žutavě hnědé číšky s kosočtvercovými šupinami, na bázi jsou silně hrbolatě zhrublé a jemně chlupaté.